# Kenneth L. Tallman

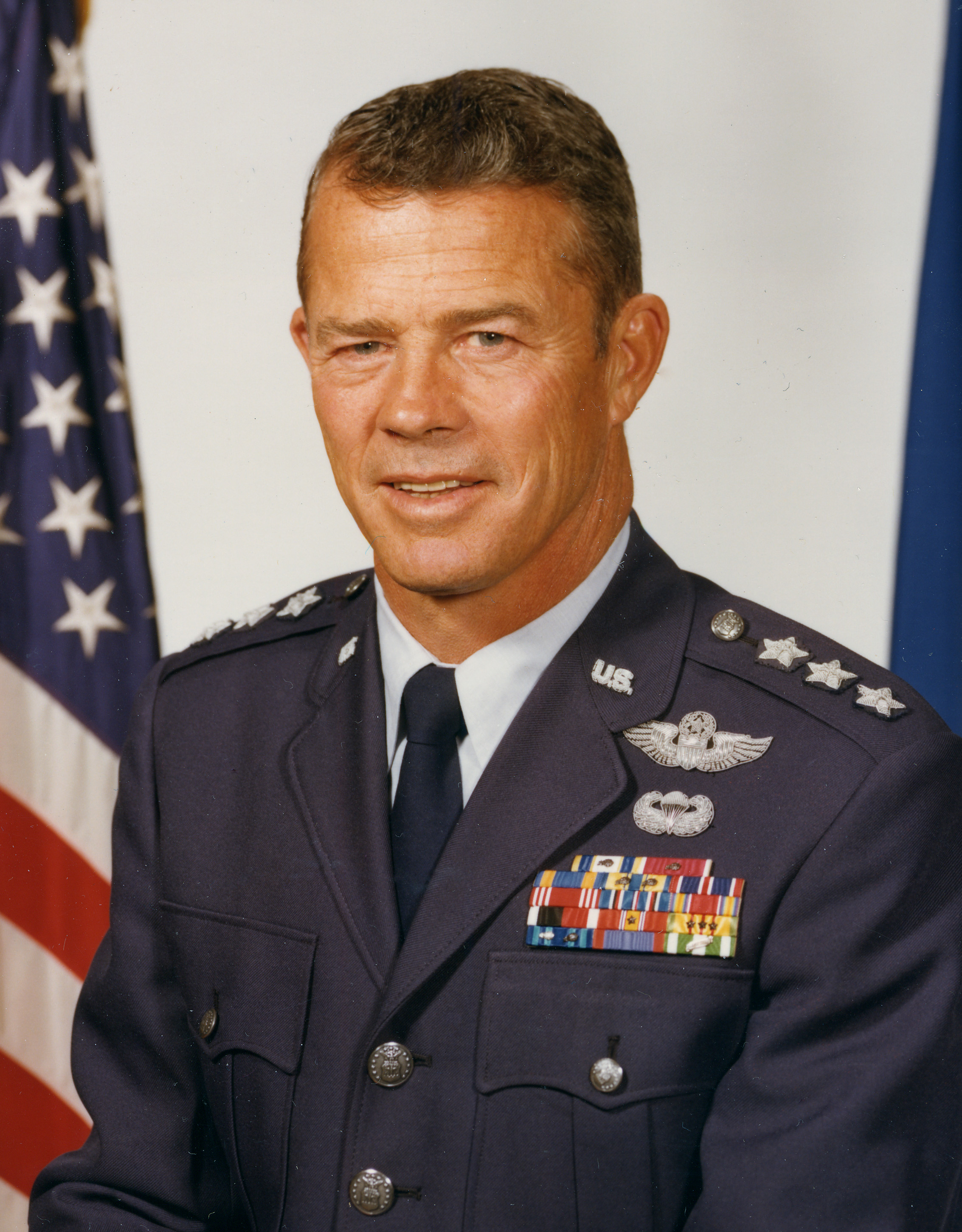
Kenneth L. Tallman

Kenneth Lee Tallman (* 22. März 1925 in Omaha, Nebraska; † 6. März 2006 in Tallahassee, Florida) war ein Generalleutnant der United States Air Force. Er war unter anderem Leiter (Superintendent) der United States Air Force Academy.

## Leben
Kenneth Tallman war ein Sohn von Glenn Howard Tallman (1889–1966) und dessen Frau Bertie Hawes (1890–1961). Er besuchte die öffentlichen Schulen einschließlich der Highschool in Cheyenne, der Hauptstadt des Bundesstaates Wyoming. In den Jahren 1942 bis 1946 durchlief er die United States Military Academy in West Point. Nach seiner Graduation wurde er den United States Army Air Forces zugeteilt. In der Army bzw. ab 1947 in der United States Air Force durchlief er anschließend alle Offiziersränge vom Leutnant bis zum Drei-Sterne-General.
Im Lauf seiner militärischen Karriere absolvierte er verschiedene Kurse und Schulungen. Dazu gehörten unter anderem eine Ausbildung zum Kampfpiloten und weitere Fortbildungskurse als Pilot neuer Flugzeugtypen, die Marine Corps Senior Staff School in Quantico in Virginia und das National War College in Fort Lesley J. McNair in Washington, D.C. Außerdem erhielt er einen akademischen Grad von der George Washington University. Im Jahr 1978 wurde ihm von der University of Wyoming der Ehrendoktorgrad für Rechtswissenschaft verliehen (honorary doctor of laws degree).
Im Jahr 1947 wurde Tallman in die als eigenständige Waffengattung neugegründete Luftwaffe übernommen. In seinen frühen Jahren als Offizier der Air Force war er an verschiedenen Stützpunkten in den Vereinigten Staaten stationiert. Anfänglich war er auch als Austauschoffizier bei der United States Navy auf Flugzeugträgern eingesetzt. Danach war er als Pilot, Flugausbilder oder Stabsoffizier bei unterschiedlichen Einheiten tätig. Dazwischen absolvierte er die erwähnten Schulungen. Im Jahr 1956 war er Ausbildungsoffizier an der United States Air Force Academy in Colorado Springs und im Jahr 1959 wurde er nach Wiesbaden in Deutschland versetzt, wo er bis 1962 dem Stab der damals dort ansässigen United States Air Forces in Europe angehörte.
Nach seiner Rückkehr in die Vereinigten Staaten absolvierte er zunächst die Marine Corps Senior Staff School in Quantico, ehe er verschiedene Aufgaben als Luftwaffenoffizier wahrnahm. Im Jahr 1965 wurde er im Vietnamkrieg verwendet. Dort war er Stabsoffizier beim Military Assistance Command, Vietnam in Saigon. Daran schloss sich sein Studium am National War College an. In der Folge gehörte er der Stabsabteilung für Personal im Hauptquartier der Luftwaffe an.
Im Jahr 1970 wurde Kenneth Tallman auf die MacDill Air Force Base in Florida versetzt, wo er das Kommando über die 836. Luftdivision (836th Air Division) erhielt. Im folgenden Jahr wurde er zunächst stellvertretender Kommandeur des auf der Randolph Air Force Base in Texas ansässigen Air Force Military Personnel Center. Im Jahr 1972 wurde er dessen Kommandeur. Im Juni 1973 kehrte er zur Stabsabteilung für Personal im Hauptquartier der Air Force zurück und im August 1975 wurde er zum Leiter dieser Abteilung ernannt.
Sein letzter Auftrag führte ihn nach Colorado Springs in Colorado zur United States Air Force Academy. Am 28. Juni 1977 übernahm er dort als Nachfolger von James R. Allen als Superintendent die Leitung dieser Ausbildungsstätte. Dieses Amt bekleidete er bis zum 16. Juni 1981, als er von Robert E. Kelley abgelöst wurde. Anschließend schied er aus dem aktiven Militärdienst aus.
Nach seiner Pensionierung war Tallman für fünf Jahre Leiter der Embry-Riddle Aeronautical University. Er starb am 6. März 2006 in Folge einer Alzheimer- und Parkinson-Erkrankung. Kenneth Tallman fand seine letzte Ruhestätte auf dem Nationalfriedhof Arlington. Gleichzeitig wurde auf dem Friedhof der Luftwaffenakademie in Colorado Springs eine Ehrenplakette zu seinen Ehren verlegt.

## Orden und Auszeichnungen
Kenneth Tallman erhielt im Lauf seiner militärischen Laufbahn unter anderem folgende Auszeichnungen:
- Air Force Distinguished Service Medal
- Legion of Merit
- Air Medal
- Air Force Commendation Medal
- National Defense Service Medal